# Brand (Eckental)

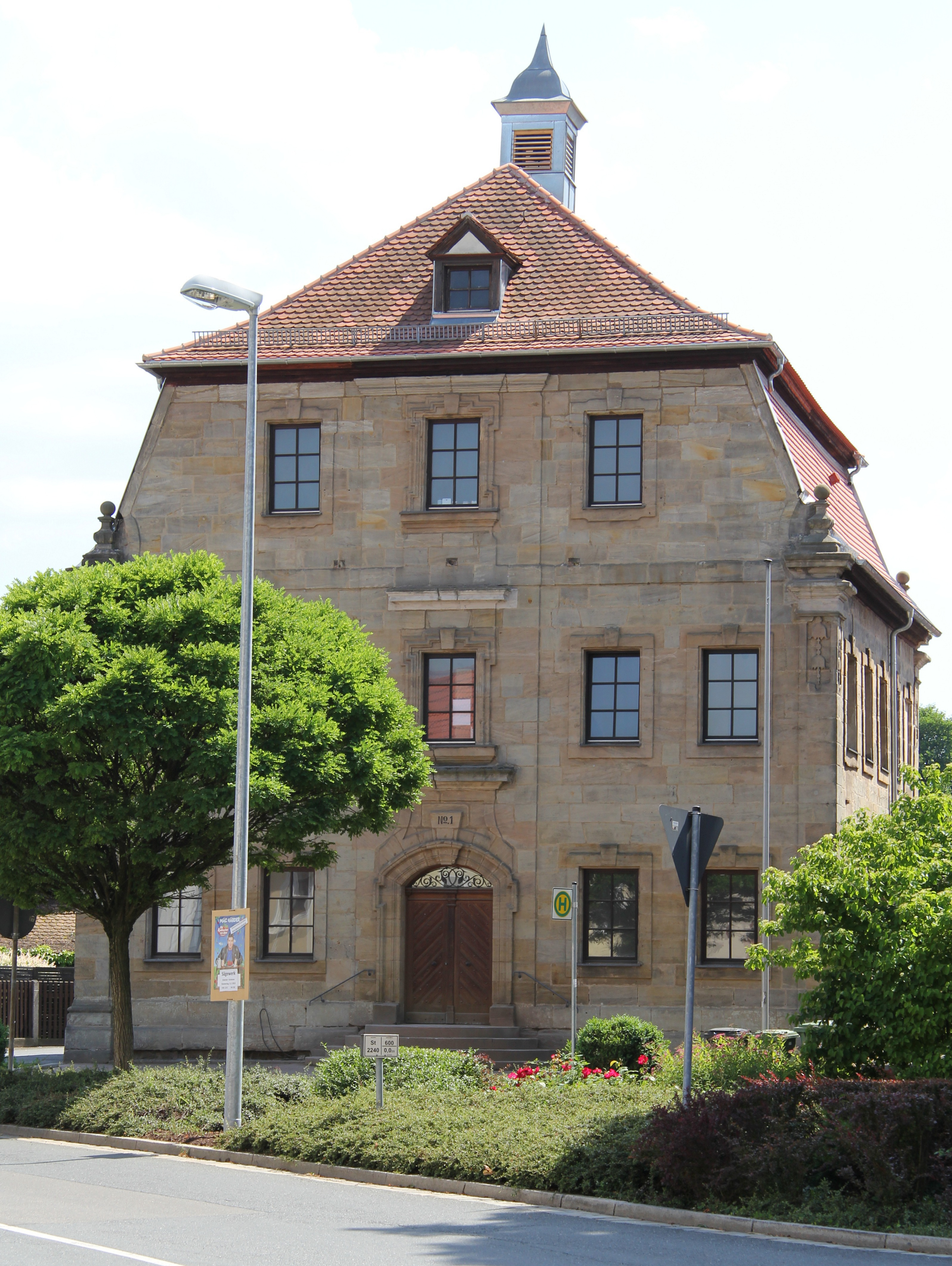
Herrensitz Brand

Brand ([bʁant] ⓘ) ist ein Gemeindeteil des Marktes Eckental im Landkreis Erlangen-Höchstadt (Mittelfranken, Bayern). Die Gemarkung Brand hat eine Fläche von 3,035 km². Sie ist in 1993 Flurstücke aufgeteilt, die eine durchschnittliche Flurstücksfläche von 1569,84 m² haben. In ihr liegt neben dem namensgebenden Ort ein Teil von Oberschöllenbach.

## Geschichte
Das Dorf Brand entstand entlang der alten Heeres- und Wirtschaftsstraße von Regensburg nach Bamberg. Es wurde im Jahr 1071 erstmals urkundlich erwähnt. Vermutlich nach der Gründung des Ortes wurden zwei Burgen errichtet, die jedoch seit etwa 1550 verfallen sind, die Wasserburg Brand und die Burg Brand.
Das heutige Herrenhaus nahe der Hauptstraße wurde nur wenige Meter entfernt vom alten Sitz (hinter dem heutigen Rathaus) 1751 von Georg Ernst Finkler errichtet. Der zweigeschossige Quaderbau auf quadratischem Grundriss mit fünf zu fünf Fensterachsen hat ein Mansarddach. Mit seiner Frau Helene von Endter hatte er die Tochter Johanna Helene, die das Schloss 1761 erbte; sie war verheiratet mit Paul Christoph von Gugel, dessen Familie schon früher die Brander Herrschaft besessen hatte. Er wurde 1772 alter Bürgermeister zu Nürnberg, 1791 Oberster Kriegsrat und verstarb 1804. Seine Witwe vermachte ihr Erbe testamentarisch an Wagler aus Nürnberg. Die Familien Finkler und Gugel fochten das Testament vergeblich an. Später kam der Besitz an den Gastwirt Plank von Altensittenbach, der das Gut aufteilte und 1838 den Herrensitz an die Gemeinde Brand verkaufte, die es bis 1966 als Schulhaus nutzte. Heute dient das renovierte Gebäude als Rathaus.
Brand wurde zeitweise vom Reichsamt Heroldsberg verwaltet und kam dann – vermutlich um 1250 – in den Besitz der Burggrafen von Nürnberg. Ab dem 16. Jahrhundert waren Teile des Dorfes Bayreuther, Nürnberger und Ansbacher Lehen.
Kirchlich gehörte Brand bis 1520 zur Pfarrei Kirchröttenbach, dann zu Beerbach, das eine selbständige Pfarrei wurde, und seit 1858 zur Pfarrei Eschenau.
In mehreren Kriegen vom 16. bis 18. Jahrhundert wurde Brand in Mitleidenschaft gezogen. Im Markgrafenkrieg wurde beispielsweise das Schloss eingeäschert und im Dreißigjährigen Krieg kam ein großer Teil der Bevölkerung um und viele Anwesen lagen jahrelang brach.
Die Gemeinde Brand wurde am 1. Mai 1978 in den Markt Eckental eingegliedert.
Über viele Jahre, vom 16. Jahrhundert bis ca. Mitte des 20. Jahrhunderts, prägte auch die Brauerei Brand das Dorf. Das ehemalige Brauereigebäude steht heute noch, mittlerweile sind darin mehrere Wohnungen untergebracht.

## Sport
Zum TSV Brand gehören etwa 700 Mitglieder. Das Sportangebot umfasst Fußball, Turnen und Tischtennis.

## Bildung
In Brand gibt es eine Grundschule.

## Brauchtum
Am zweiten Wochenende im August findet in Brand die Kirwa statt. Die Kirwaboum stellen am Samstag den Kirwabaum auf und tanzen diesen am Montag traditionell aus.
Für die Jugend gibt es Buden der Schausteller. Das Festzelt fasst etwa 1000 Personen.